# نوکیا ۵٫۳
نوکیا ۵٫۳ (انگلیسی: Nokia 5.3) یک تلفن هوشمند میان رده با اندروید وان و تحت نام نوکیا است که توسط اچ‌ام‌دی گلوبال تولید شده‌است. این گوشی در ۱۹ مارس ۲۰۲۰ در کنار نوکیا ۸٫۳ ۵جی، نوکیا ۱٫۳ و نوکیا ۵۳۱۰ (۲۰۲۰) رونمایی شد.
این موبایل به دلیل قیمت پایین و سخت افزار قوی در بین رقبای خودش a21s . Redmi 9 . A12 . و... امتیاز بالاترین آورده است. این موبایل در سمت چپ خود دکمه ای دارد مثل بعضی از موبایل های android one که مستقیماً با آن به دستیار گوگل میروید. 
موبایل های Android one  سه سال آپدیت امنیتی و دو سال آپدیت اندروید می‌گیرند و نوکیا ۵٫۳ نیز از این مزایا برخورد دار است. 